# Ophioglossum holm-nielsenii
Ophioglossum holm-nielsenii là một loài dương xỉ trong họ Ophioglossaceae. Loài này được B. Øllg. mô tả khoa học đầu tiên năm 2001.